# Bothrops isabelae
Bothrops atrox là một loài rắn trong họ Rắn lục. Loài này được Sandner Montilla mô tả khoa học đầu tiên năm 1979.

## Hình ảnh

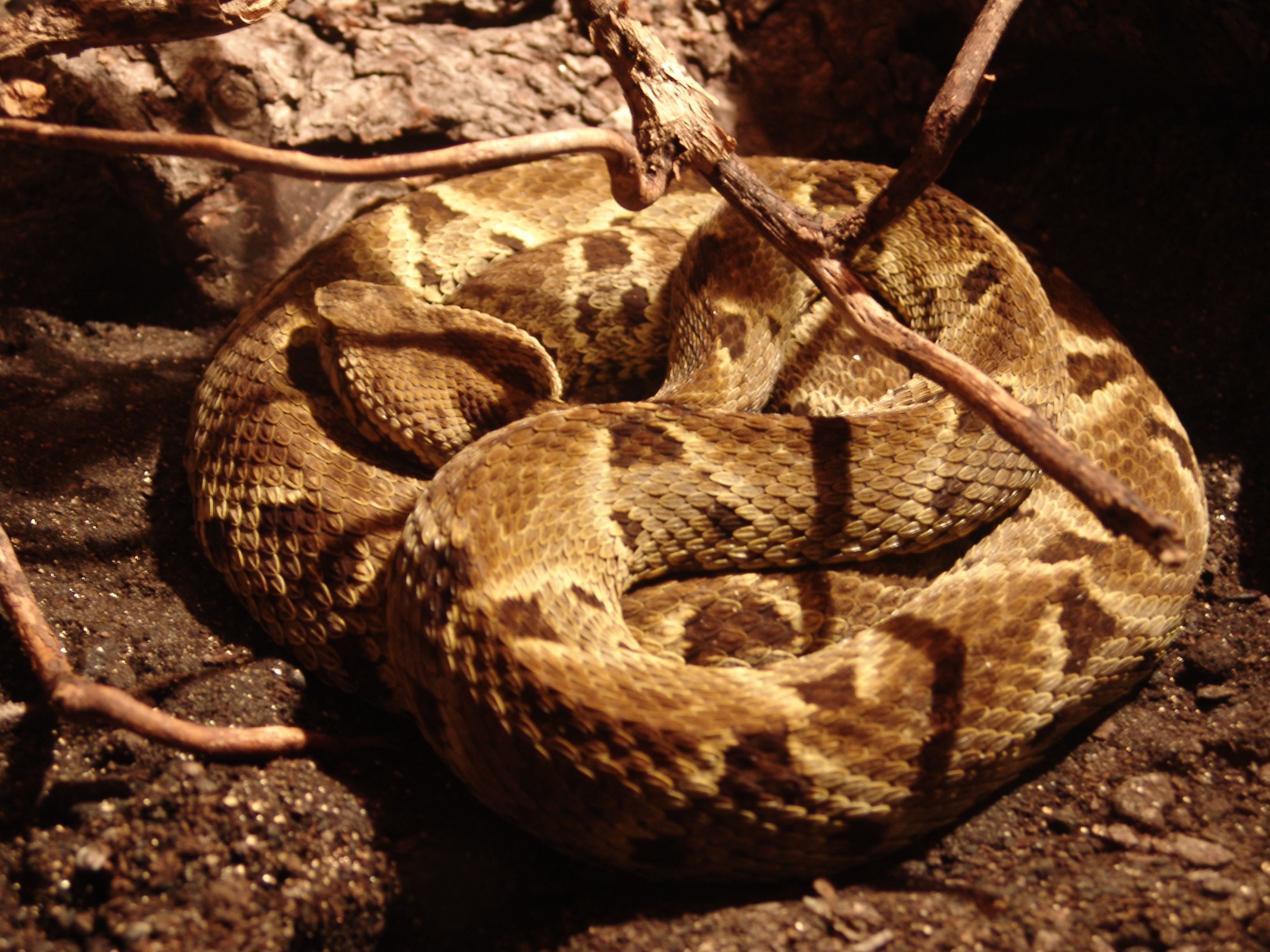
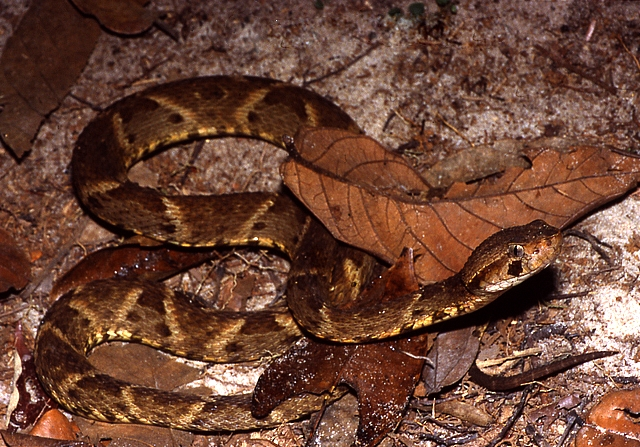
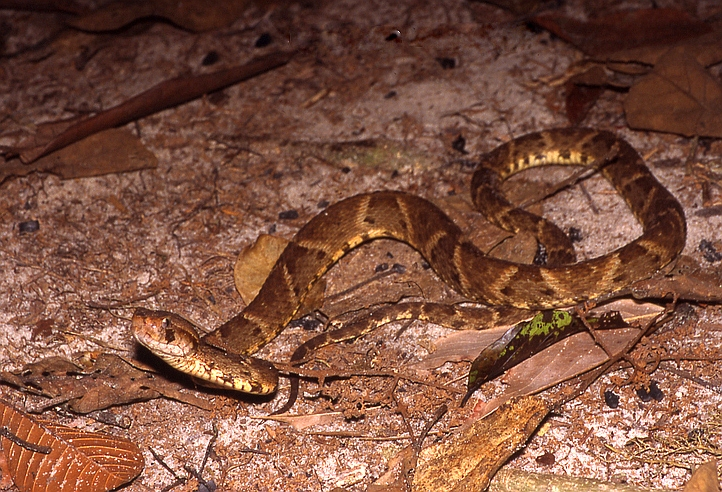